# Little Spain
Little Spain var namnet på ett spansk-amerikanskt gatudistrikt i Manhattan i New York, under 1900-talet. Framförallt associeras distriktet med 14th Street, mellan sjunde och åttonde avenyerna.